# Pedaria tanganyika
Pedaria tanganyika là một loài bọ cánh cứng trong họ Bọ hung (Scarabaeidae).